# Aralagodu, Sagar
Aralagodu là một làng thuộc tehsil Sagar, huyện Shimoga, bang Karnataka, Ấn Độ.